# Języki tajskie

Zasięg geograficzny języków tajskich

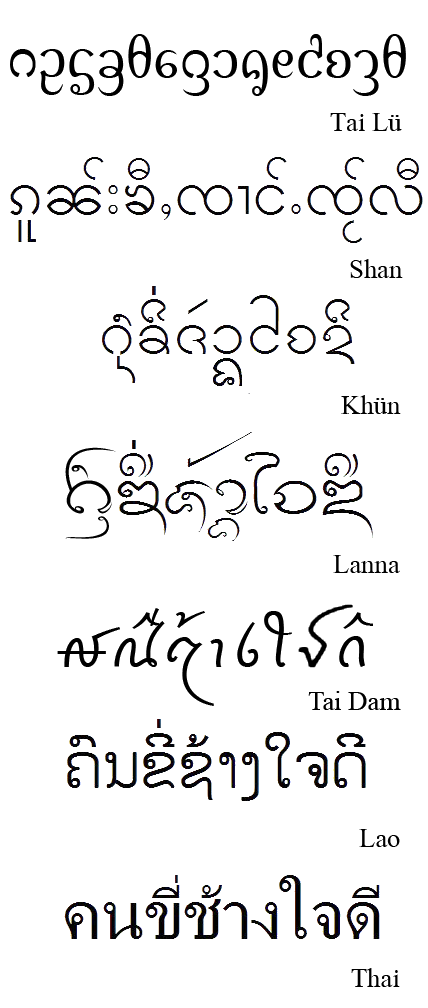
Różne systemy pisma używane do zapisu języków tajskich

Języki tajskie (taj. ภาษาไต phās̛̄ātay) – podgrupa w obrębie rodziny języków dajskich (kam-tai, kradai, tai-kadai). Języki tajskie obejmują między innymi największe z języków rodziny dajskiej, takie jak standardowy język tajski, laotański, szan używany w Birmie, oraz zhuang — język najliczniejszej mniejszości narodowej  w ChRL, używany w regionie autonomicznym Guangxi oraz kilkadziesiąt pomniejszych języków w użyciu na terenie Chin, Wietnamu, Laosu, Tajlandii, Mjanmy i Indii, m.in.:
- tai neua
- dai dam
- tai lue
- tai daeng
- tai don
- południowotajski
- północnotajski
- isan
- khamti